# 聖里塔 (巴拉圭)
聖里塔（西班牙語：Santa Rita），是巴拉圭的城鎮，位於該國東部，由上巴拉那省負責管轄，始建於1973年，距離亞松森373公里，面積698平方公里，海拔高度194米，2002年人口16,427，人口密度每平方公里23.53人。